# Puccinia oxalidis
Puccinia oxalidis är en svampart som beskrevs av Dietel & Ellis 1895. Puccinia oxalidis ingår i släktet Puccinia och familjen Pucciniaceae.   Inga underarter finns listade i Catalogue of Life.

## Bildgalleri

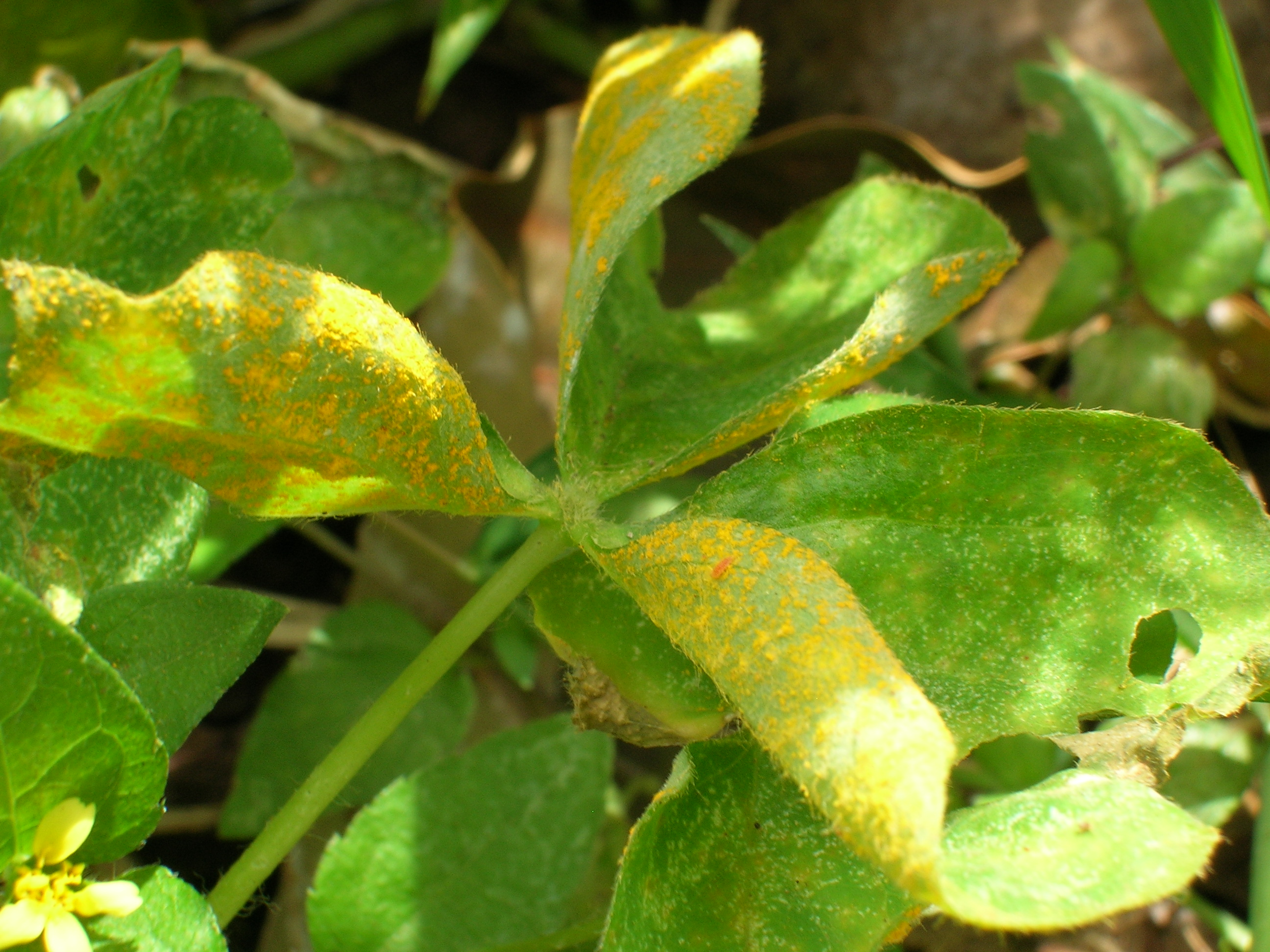